# 幼年漫画
幼年漫画（ようねんまんが）は、就学前の幼児や小学生（児童）を対象にした漫画のジャンルのひとつ。児童漫画（じどうまんが）とも言われる。

## 概要

### 欧米
『スマーフ』や『ピーナッツ』がこれにあたる。

### 日本
日本の幼年漫画は以下のような特徴がある。
- ページ数、コマ数が少ない。
- 内容が簡単、明瞭である。
- 漢字、アルファベット表記（英語・ローマ字など）には必ずルビが付く（アルファベット表記の場合カタカナ）。主に未就学児向けのものの場合漢字が全く無く、カタカナ、アルファベット表記にも平仮名のルビが付く。
- 男の子向けの作品はギャグを売りにした作品の比率が多いことが特徴である。また、内容面で少年漫画と全く変わらないものもある。
- 女の子向けの作品は中高生以上を対象とした少女漫画と比べると、ストーリーが明るめで短い作品が多く、キャラクターの目を大きめとした絵柄が多いことが特徴である。

『コロコロコミック』・『ケロケロエース』で掲載された男児向け作品や、『ちゃお』・『なかよし』・『りぼん』で掲載された女児向けの作品は比較的高い年齢層向けに描かれており、それぞれ少年漫画、少女漫画と見なされる場合が多い。

## 日本での歴史

### 戦前
幼年向けの雑誌『幼年倶楽部』には昭和8年（1933年）4月の8巻4号に掲載された田河水泡の『道化小象』、昭和9年（1934年）1月の9巻1号に掲載された阪本牙城の『タンク・タンクロー』、昭和10年（1935年）11月の10巻11号の別冊付録に掲載された吉本三平の『コグマノコロスケ』のような動物ものの作品がある。

### 戦後
戦後すぐは出版社は漫画雑誌に力を入れていなかったが、講談社が昭和22年（1947年）3月に『こどもクラブ』（現在の『たのしい幼稚園』）、集英社が昭和26年（1951年）1月に『よいこ1年生』、昭和28年（1953年）9月に『幼年ブック』（のちに『日の丸』に改題し創刊）、秀文社が昭和26年（1951年）10月に『二年ブック』などの幼年雑誌や学習雑誌を続々創刊させ、それらの誌上に漫画を掲載した。作品に横山隆一の『グルグルコマスケ』（幼年倶楽部昭和21年（1946年）1月、2巻1号）、にいぜきけんのすけの『とらのこ・とらちゃん』（よいこ一年生2巻3号、昭和26年（1951年）6月号）阪本牙城の『タンクタンクロー』（二年ブック創刊号）、山川惣治の『少年王者』（幼年ブック創刊号）、上田としこの『ぼん子ちゃん』（よいこ幼稚園2巻1号、昭和29年（1954年）1月号）、長谷川町子の『わかめちゃん』（こどもクラブ10巻9号、昭和29年（1954年）1月号）、島田啓三の『ぼうけんダン吉』（幼年ブック昭和32年（1957年）9月、5巻9号）があり、ジャンルはSF、忍者など多種多様だった。

### 手塚治虫らの登場
手塚治虫は昭和20年代から30年代のときは当時の流行を反映しない幼児漫画を描き、ファンタスティックな場面が多い作品、『お山の三五郎』（『小学三年生』 13巻1号 （昭和33年（1958年）4月）、『らびちゃん』（たのしい幼稚園16巻2号（昭和35年5月）、『ボンゴ』（小学五年生14巻5号（昭和36年（1961年）8月）を発表した。昭和40年代に入るとテレビの普及により手塚の作品がアニメ化がなされ、『鉄腕アトム』などが放送された。
同時代に幼児漫画を発表していた漫画家は、『おそ松くん』の赤塚不二夫、『ドラえもん』の藤子不二雄、寺田ヒロオらがいた。

### バブル以降
男児向けの漫画はヒーローが小学生から中学生・高校生に移行しつつある。小学生主人公の漫画は少なくなり、藤子・F・不二雄作品や彼との関係が深い月刊コロコロコミック（およびその系列誌）が目立つ。仮に小学生主人公であっても、年齢不相応の早熟を売り物にしている場合が多い。一方で、女児向けの漫画では中学生の主人公が増えている。

## 現在刊行されている日本の幼年漫画雑誌
- 以下の中には、幼年漫画を掲載しているが、厳密には漫画雑誌ではないものもある。

### 両性向け
- 小学館の学年別学習雑誌（小学館）
  - 小学一年生
  - 小学二年生
  - 学習幼稚園
- 幼稚園（小学館）
- めばえ（小学館）
- おともだち（講談社）
- たのしい幼稚園（講談社）

### 男の子向け
- 月刊コロコロコミック（小学館）[3]
  - 別冊コロコロコミック（小学館）
  - コロコロイチバン!（小学館）
- 最強ジャンプ（集英社）
- てれびくん（小学館）
- テレビマガジン（講談社）
- おともだちゴールド（講談社）
- デンゲキニンテンドー for KIDS（アスキー・メディアワークス）

### 女の子向け
- ちゃお（小学館）
- なかよし（講談社）
- りぼん（集英社）
- ぷっちぐみ（小学館）
- おともだちピンク（講談社）
- たの幼ひめぐみ（講談社）
- キャラぱふぇ（アスキー・メディアワークス）

## かつて刊行されていた日本の幼年漫画雑誌

### 両性向け
- 講談社の学年別学習雑誌（講談社）
  - たのしい一年生 （1956年 - 1963年）
  - たのしい二年生 （1957年 - 1963年）
  - たのしい三年生 （1957年 - 1963年）
  - たのしい四年生 （1958年 - 1963年）
  - たのしい五年生 （1959年 - 1963年）
  - たのしい六年生 （1960年 - 1963年）
- よいこ（小学館）
- 小学館の学年別学習雑誌（小学館）
  - 小学三年生
  - 小学四年生
  - 小学五年生
  - 小学六年生
- 月刊コミックブンブン（ポプラ社） - 創刊時の誌名は「プレコミックブンブン」で両性向けであり、女児向け作品も掲載していた。
- ケロロランド（角川書店）

### 男の子向け
- コミックボンボン（講談社）
- テレまんがヒーローズ（講談社）
- ケロケロエース（角川書店）

### 女の子向け
- ひとみ（秋田書店）
- ぴょんぴょん（小学館）
- 月刊キャロル（講談社)
- るんるん（講談社）